# PTV Vissim
PTV Vissim ist eine mikroskopische, multi-modale Verkehrsfluss-Simulationssoftware. Hersteller ist die PTV Planung Transport Verkehr AG in Karlsruhe. Die Entwicklung von PTV Vissim begann im Jahre 1992. Heute ist PTV Vissim weltweit die am weitesten verbreitete multi-modale mikroskopische Verkehrssimulation. Der Name „Vissim“ ist ein Akronym von „Verkehr In Städten - SImulationsModell“.

## Mikroskopische Simulation
„Mikroskopische Simulation“ – manchmal auch Mikrosimulation – bedeutet, dass in der Simulation jede Funktionseinheit (Auto, Tram, Fußgänger) der Realität ein individuelles Gegenstück hat, wobei das zu Grunde liegende Simulationsmodell alle relevanten Eigenschaften berücksichtigen muss. Ebenso werden alle Wechselwirkungen zwischen den Funktionseinheiten individuell berechnet. Gegenstück zur mikroskopischen Simulation wäre eine makroskopische Simulation (Makrosimulation), bei der die Abbildung der Realität – ähnlich wie in der Thermodynamik – durch gemittelte Größen Fluss und Dichte erfolgt. Das entsprechende Produkt desselben Herstellers heißt PTV Visum.

## Multimodalität
„Multimodale Simulation“ bezeichnet die Fähigkeit einer Verkehrssimulation, mehr als eine Art Verkehr zu simulieren. Alle diese verschiedenen Arten können interagieren. In PTV Vissim können unter anderem die folgenden Verkehrsarten simuliert werden:
- PKW und LKW (Motorisierter Individualverkehr)
- Öffentlicher Verkehr (Bahn, Stadtbahnen, Straßenbahnen, Busse)
- Fußgänger (Fußverkehr)
- Fahrradfahrer
- Rikschas

Vergleiche hierzu: Verkehrszweig, Verkehrsmittel, Liste von Verkehrsmitteln.

## Anwendungsbereiche
Der Anwendungsbereich von PTV Vissim reicht von der Verkehrsplanung, dem Verkehrsingenieurwesen, der Signalsteuerung, dem öffentlichen Verkehr, der Stadtplanung, über den Brandschutz, Evakuierungssimulationen, bis hin zur Visualisierung, Computer-Animation, zu rein illustrativen Zwecken.
Die ersten Anwendungen Mitte der 1990er Jahre beschränkten sich auf die Simulation einzelner Kreuzungen. Ziel war meist die Überprüfung der Lichtsignalanlagensteuerung (Ampelprogrammierung), also eine verkehrstechnische Anwendung.
In dem Maße, wie die wachsende Leistungsfähigkeit von Computern es erlaubte, wuchs die Größe der simulierten Verkehrsnetze. Bei der Simulation mehrerer benachbarter Kreuzungen ist es somit möglich, die besonders nachteiligen Auswirkungen des Rückstaus von einer Kreuzung zu einer anderen oder weitreichendere Auswirkungen der Einführung von Kreisverkehren zu berücksichtigen und zu bewerten.

## Wissenschaftliche Grundlagen
Das Verkehrsmodell, das der Bewegung der Fahrzeuge zu Grunde liegt, wurde im Jahre 1974 von Rainer Wiedemann an der Universität Karlsruhe entwickelt. Es ist ein Fahrzeugfolgemodell, das physische und psychologische Aspekte der Fahrer berücksichtigt.
Hinter der Dynamik der Fußgänger steht das Social-Force-Modell von Dirk Helbing et al. aus dem Jahre 1995.